# Michael Kidd-Gilchrist
Michael Anthony Edward Kidd-Gilchrist (nascido em 26 de setembro de 1993) é um jogador de basquete profissional americano. Atualmente está sem clube.
Kidd-Gilchrist jogou basquete universitário na Universidade de Kentucky e foi escolhido pelo Charlotte Bobcats como a segunda escolha geral no Draft da NBA de 2012.

## Carreira no ensino médio

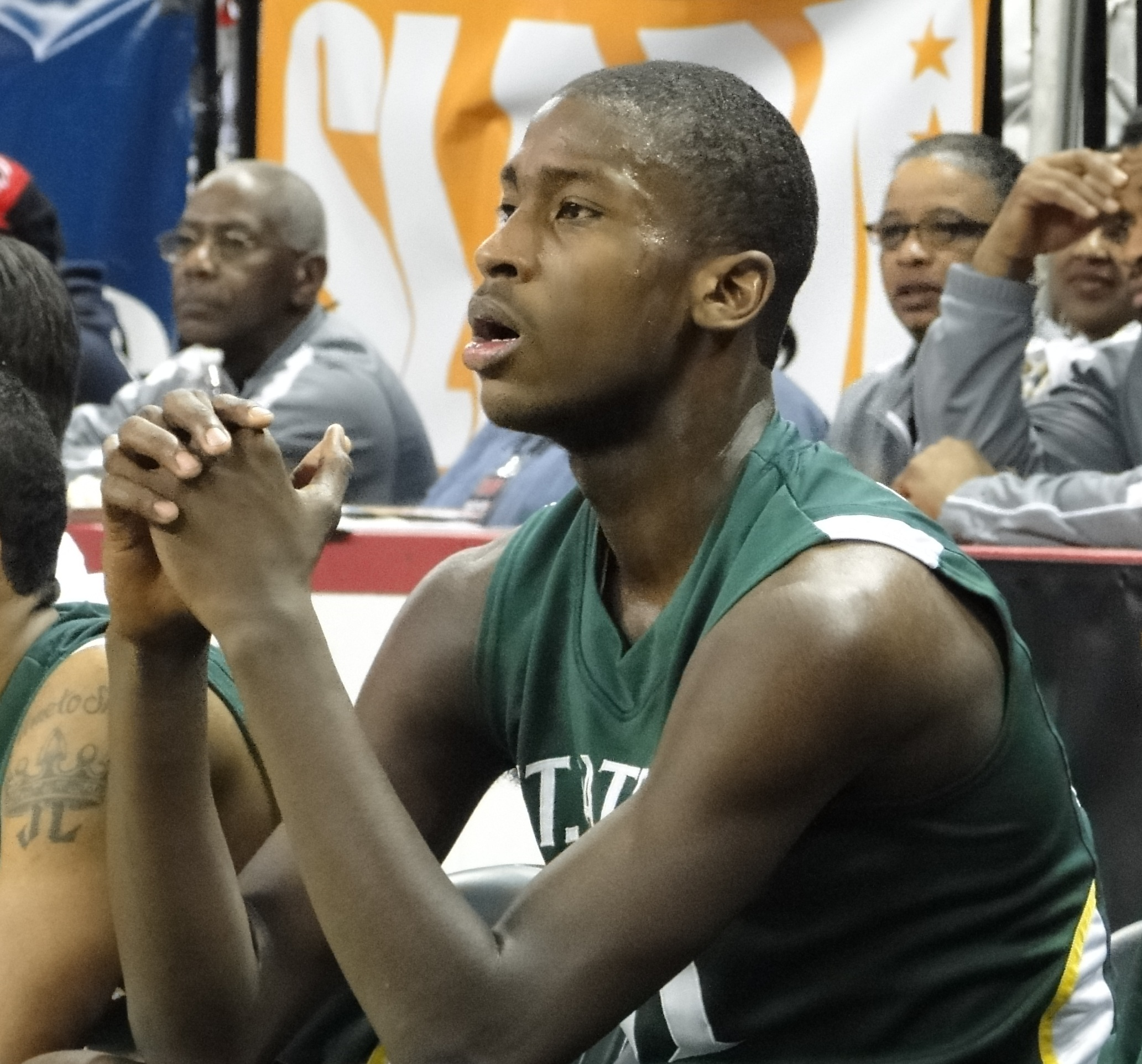
Kidd-Gilchrist durante um jogo em fevereiro de 2010

Kidd-Gilchrist nasceu na Filadélfia, Pensilvânia, e cresceu em Somerdale, Nova Jersey. Ele foi criado por sua mãe, Cindy Richardson, e seu padrasto, Vincent Richardson, depois que o seu pai morreu antes do seu terceiro aniversário.
Enquanto estudava no St. Patrick High School em Elizabeth, New Jersey (onde jogou com Kyrie Irving), ele foi considerado um dos melhores jogadores de basquete dos Estados Unidos. Ele foi classificado como o 3º melhor jogador pela ESPN.com e pela Rivals.com; enquanto o Scout.com o classificou como o melhor jogador em sua posição.
Em julho de 2010, Gilchrist fez parte da equipe vencedora da medalha de ouro no Campeonato Mundial Sub-17 em Hamburgo, Alemanha. 

## Carreira universitária
Kidd-Gilchrist se comprometeu a cursar a Universidade de Kentucky em 14 de abril de 2010.
No primeiro jogo da temporada de 2011-12 e em sua carreira como jogador de Kentucky, Kidd-Gilchrist foi titular e marcou 15 pontos contra o Marist Red Foxes. Em seu segundo jogo, contra Kansas Jayhawks, Kidd-Gilchrist registrou 12 pontos e 9 rebotes em uma vitória por 75-65 no Madison Square Garden. 
Em um clássico contra North Carolina Tar Heels na Rupp Arena, Kidd-Gilchrist liderou Kentucky com 17 pontos e 11 rebotes, dando a ele seu primeiro duplo-duplo como Wildcat. Contra Louisville Cardinals, Kidd-Gilchrist teve sua atuação mais dominante da temporada com 24 pontos e 19 rebotes, suficiente para levar Kentucky a uma vitória por 69-62.

## Carreira profissional

### Charlotte Bobcats / Hornets (2012–2020)

#### Temporada de 2012–13

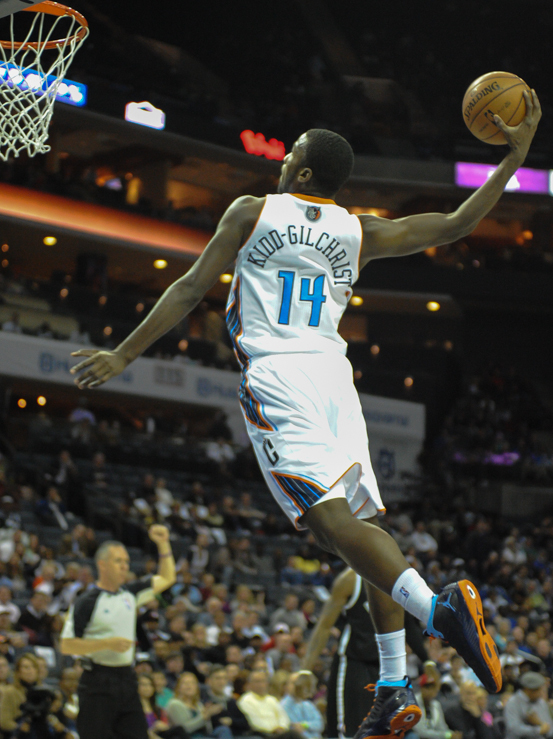
Kidd-Gilchrist enterrando em 2013

Em abril de 2012, Kidd-Gilchrist se declarou para o Draft da NBA de 2012. Em 28 de junho, ele foi selecionado pelo Charlotte Bobcats como a segunda escolha geral. Em 7 de julho de 2012, os Bobcats assinaram com Kidd-Gilchrist em um contrato de novato.
Em 10 de novembro de 2012, em apenas seu quinto jogo da NBA, Kidd-Gilchrist registrou 25 pontos e 12 rebotes na vitória por 101-97 sobre o Dallas Mavericks, marcando a primeira vitória de Charlotte sobre Dallas nos nove anos de história da franquia, encerrando uma seqüência de 16 derrotas consecutivas.
Ele teve um segundo esforço de 25 pontos e 12 rebotes em 19 de dezembro de 2012 contra o Phoenix Suns. Ele se tornou apenas o segundo jogador na história da NBA a ter dois jogos com pelo menos 25 pontos e pelo menos 12 rebotes antes de seu 20º aniversário e se tornou apenas o quarto jogador em 20 anos a registrar dois desses jogos nos primeiros 25 jogos de sua carreira.
Em 14 de maio de 2013, ele foi nomeado para a NBA All-Rookie Second Team.

#### Temporada de 2013–14
Na temporada de 2013-14, Kidd-Gilchrist perdeu 19 jogos no meio da temporada devido a uma lesão. Ele marcou 16 pontos em três jogos, todas em novembro, e teve 12 rebotes, o recorde da temporada, duas vezes durante a segunda metade da temporada.
Nessa temporada, ele jogou em 62 jogos e teve médias de 7.2 pontos e 5.2 rebotes em 24.2 minutos.

#### Temporada de 2014-15
Durante a entressafra de 2014, Kidd-Gilchrist trabalhou com o assistente técnico dos Hornets, Mark Price, para ajudar a desenvolver seu arremesso.
A temporada de Kidd-Gilchrist começou devagar, pois ele perdeu 14 dos primeiros 20 jogos de Charlotte devido a lesões nas costelas e nos pés. Durante este período, os Hornets tiveram um recorde de 3–11.
Kidd-Gilchrist brilhou em janeiro, quando teve uma média de 11,4 pontos e 9,4 rebotes abrindo caminho para um time dos Hornets que teve um recorde de 10–4 durante o mês. Mais tarde, ele perdeu um par de jogos logo antes da pausa para o All-Star Game com uma distensão no tendão e ficou de fora dos 11 jogos finais de Charlotte devido a uma torção no tornozelo esquerdo que sofreu contra o Washington Wizards em 27 de março.
Apesar de 55 jogos, o menor número de sua carreira, Kidd-Gilchrist teve uma média de 10,9 pontos e 7,6 rebotes, as melhores de sua carreira.

#### Temporada de 2015–16
Em 26 de agosto de 2015, Kidd-Gilchrist assinou uma extensão de contrato de US $ 52 milhões por quatro anos com os Hornets.
Em 3 de outubro de 2015, ele sofreu uma lesão no ombro direito em um jogo de pré-temporada contra o Orlando Magic. Posteriormente, ele perdeu quatro meses de ação, fazendo sua estreia na temporada em 29 de janeiro de 2016 contra o Portland Trail Blazers.
Em 11 de fevereiro, foi considerado improvável que ele jogasse novamente na temporada devido a outra lesão no ombro direito. Ele foi descartado pelo resto da temporada cinco dias depois.

#### Temporada de 2016–17
Na abertura da temporada dos Hornets em 26 de outubro de 2016, Kidd-Gilchrist registrou 23 pontos e 14 rebotes na vitória por 107-96 sobre o Milwaukee Bucks. Nessa temporada, Kidd-Gilchrist terminou com 9,2 pontos, acertando 47,7 por cento de arremessos, 7,0 rebotes e 1,4 assistências para acompanhar as melhores marcas de sua carreira em porcentagem de lances livres (78,4 por cento), roubos de bola (1,0) e bloqueios (1,0).
Ele foi um dos apenas 13 jogadores na liga a ser titular de pelo menos 81 jogos, marcando a terceira temporada desse tipo por um jogador dos Hornets desde a conclusão da temporada de 2012–13.

#### Temporada de 2017–18
Kidd-Gilchrist fez sua estreia na temporada em 25 de outubro de 2017 contra o Denver Nuggets depois de perder os três primeiros jogos por motivos pessoais. Ele foi titular e marcou dois pontos. Em 15 de novembro de 2017, ele marcou 22 pontos, a maior marca da temporada, na derrota por 115-107 para o Cleveland Cavaliers.
Nessa temporada, ele jogou em 74 jogos e teve médias de 9.2 pontos, 4.1 rebotes e 1.0 assistencias em 25.0 minutos.

#### Temporada de 2018-19
Kidd-Gilchrist perdeu seis jogos em novembro de 2018 devido a uma lesão no tornozelo. Mais tarde, ele perdeu alguns jogos em março de 2019. Kidd-Gilchrist saiu do banco em 61 de seus 64 jogos na temporada de 2018-19. Posteriormente, ele obteve uma média de 6,7 pontos e 3,8 rebotes em um recorde de 18,4 minutos por jogo.

#### Temporada de 2019-20
Em junho de 2019, Kidd-Gilchrist foi submetido a um procedimento cirúrgico para tratar uma distensão crônica na virilha e ativou sua opção de renovação de contrato de $ 13 milhões para a temporada de 2019-20. Em 8 de fevereiro de 2020, o Charlotte Hornets anunciou que havia dispensado Kidd-Gilchrist.
Em 8 temporada em Charlotte, ele registrou 3.738 pontos, 2.388 rebotes (5º na história), 511 assistências, 294 roubos de bola e 301 bloqueios (6º na história) em 433 jogos (5º na história).

### Dallas Mavericks
Ele se juntou ao Dallas Mavericks em 11 de fevereiro de 2020. Ele fez sua estreia em 21 de fevereiro de 2020, em uma vitória por 122-106 sobre o Orlando Magic.

## Estatísticas na NBA

### NBA

#### Temporada Regular
| Ano      | Equipe    | PJ  | PT  | MPJ  | AP   | 3P   | LL   | RT  | AS  | BR  | TO  | PPJ  |
| -------- | --------- | --- | --- | ---- | ---- | ---- | ---- | --- | --- | --- | --- | ---- |
| 2012–13  | Charlotte | 78  | 77  | 26.0 | .458 | .222 | .749 | 5.8 | 1.5 | .7  | .9  | 9.0  |
| 2013–14  | Charlotte | 62  | 62  | 24.2 | .473 | .111 | .614 | 5.2 | .8  | .7  | .6  | 7.2  |
| 2014–15  | Charlotte | 55  | 52  | 28.9 | .465 | –    | .701 | 7.6 | 1.4 | .5  | .7  | 10.9 |
| 2015–16  | Charlotte | 7   | 7   | 29.3 | .541 | .429 | .690 | 6.4 | 1.3 | .4  | .4  | 12.7 |
| 2016–17  | Charlotte | 81  | 81  | 29.0 | .477 | .111 | .784 | 7.0 | 1.4 | 1.0 | 1.0 | 9.2  |
| 2017–18  | Charlotte | 74  | 74  | 25.0 | .504 | .000 | .684 | 4.1 | 1.0 | .7  | .4  | 9.2  |
| 2018–19  | Charlotte | 64  | 3   | 18.4 | .476 | .340 | .772 | 3.8 | 1.0 | .5  | .6  | 6.7  |
| 2019–20  | Charlotte | 12  | 0   | 13.3 | .340 | .294 | .778 | 2.9 | .8  | .0  | .3  | 4.0  |
| 2019–20  | Dallas    | 13  | 0   | 9.3  | .308 | .000 | .800 | 2.5 | .3  | .2  | .2  | .9   |
| Carreira | Carreira  | 446 | 356 | 24.6 | .474 | .272 | .715 | 5.4 | 1.2 | .7  | .7  | 8.4  |

#### Playoffs
| Ano      | Equipe    | PJ | PT | MPJ  | AP   | 3P   | LL   | RT  | AS  | BR | TO | PPJ |
| -------- | --------- | -- | -- | ---- | ---- | ---- | ---- | --- | --- | -- | -- | --- |
| 2014     | Charlotte | 4  | 4  | 22.8 | .519 | .000 | .600 | 6.5 | 1.5 | .0 | .5 | 8.5 |
| 2020     | Dallas    | 6  | 0  | 9.2  | .286 | .222 | .667 | 1.0 | .5  | .2 | .2 | 2.3 |
| Carreira | Carreira  | 10 | 4  | 14.6 | .439 | .200 | .625 | 3.2 | .9  | .1 | .3 | 4.8 |

### Universitário
| Ano     | Equipe   | PJ | PT | MPJ  | AP   | 3P   | LL   | RT  | AS  | BR  | TO | PPJ  |
| ------- | -------- | -- | -- | ---- | ---- | ---- | ---- | --- | --- | --- | -- | ---- |
| 2011–12 | Kentucky | 40 | 39 | 31.1 | .491 | .255 | .745 | 7.4 | 1.9 | 1.0 | .9 | 11.9 |

Fonte:

## Vida pessoal
O pai de Gilchrist morreu em 11 de agosto de 1996 em virtude de vários ferimentos à bala. Ele assiste ao filme O Rei Leão uma vez por semana porque o assistia quase todos os dias com seu pai até os três anos de idade. Gilchrist se comprometeu com a Universidade de Kentucky em 14 de abril de 2010, no que seria o 44º aniversário de seu pai.
O pai de Gilchrist jogou ao lado de Milt Wagner em um time campeão estadual em Camden High em 1981. O filho de Wagner, o ex-jogador da NBA, Dajuan Wagner, é primo de Gilchrist.
Em 7 de julho de 2011, Gilchrist anunciou via Twitter que havia mudado legalmente seu sobrenome para Kidd-Gilchrist, a fim de homenagear o outro homem importante em sua vida, seu tio Darrin Kidd. Kidd morreu no dia em que Gilchrist deveria assinar sua carta de intenções para jogar na Universidade de Kentucky.

Kidd-Gilchrist gagueja. Devido a isso, ele desenvolveu uma ansiedade na frente da mídia, embora tenha feito grandes avanços para lidar com isso, bem como com sua gagueira.